# Новомалиновский сельский совет (Широковский район)
Новомалиновский сельский совет (укр. Новомалинівська сільська рада) — входит в состав
Широковского района
Днепропетровской области
Украины.
Административный центр сельского совета находится в 
с. Новомалиновка
.

## Населённые пункты совета
- с. Новомалиновка
- с. Червоное
- с. Демьяновка
- с. Зелёный Став
- с. Казанковка
- с. Мирное
- с. Малиновка
- с. Александрия
- с. Полтавка
- с. Плугатарь
- с. Широкая Долина
- с. Яблоновка
- с. Авдотьевка